# Letiště Krnov
Letiště Krnov (ICAO: LKKR) je veřejné vnitrostátní civilní letiště v Krnově v Moravskoslezském kraji na adrese Československé armády 786/99.
Letiště je vybaveno travnatou přistávací dráhou a sídlí na něm Aeroklub Krnov. Aeroklub poskytuje vyhlídkové lety nad Krnovem a širokém okolí, příznivci parašutismu mohou využívat služeb „paraklubu“, který taktéž sídlí na letišti. Od roku 1994 má statut veřejného vnitrostátního letiště pro malá sportovní letadla. Slouží zejména sportovním účelům, vyhlídkovým letům, dále k protipožární prevenci a k ochraně rostlin (zemědělství a lesnictví).